# Friedrich Barth (Modellbauer)
Friedrich Barth (* 1. Februar 1867 in Emden; † 17. Dezember 1947 in Aurich) war ein deutscher Schiffsmodellbauer.

## Leben und Wirken
Friedrich Barth war der Sohn eines Kaufmanns. Er hatte einen zwei Jahre jüngeren Bruder namens Theodor und eine fünf Jahre jüngere Schwester namens Agnes, mit denen er Kindheit und Jugend in seiner Geburtsstadt verbrachte. Vorfahren der Familie aus Greetsiel und Ankum waren zur See gefahren, was Barth selbst wegen seiner Kleinwüchsigkeit verwehrt blieb.
Barth absolvierte ein Gymnasium in Emden und eine Ausbildung zum Uhrmacher. Ein Maschinenbaustudium in Lingen schloss er mit einem ausgezeichneten Abschluss ab. Danach unterrichtete er dort als Lehrer. Später lernte er praktisch in Wuppertal, Saarbrücken und Stettin und ging zurück nach Emden. Gemeinsam mit seinem Bruder gründete er die „Emder Eisengießerei & Maschinenfabrik der Gebr. Barth“. Das Unternehmen bot Metallgüsse aller Legierungen an. Außerdem übernahmen sie Schmiede- und Schlosserarbeiten und Eisenkonstruktionen. Darüber hinaus reparierten sie schwimmende Schiffe.
Die Brüder Barth führten ein anfangs wachsendes Unternehmen. 1898 hatten sie 13 Angestellte. Aufgrund zu starker Konkurrenz durch die Hohenzollernhütte ging ihr Betrieb Anfang des 20. Jahrhunderts insolvent. Barth beschäftigte sich daraufhin mit dem Modellbau von Schiffen. Dazu beschaffte er Fachliteratur und sah sich in Marinemuseen Seebilder an. Nach kurzer Zeit galt er als sicherer Fachmann für historische Schiffsbaukunst.
Barth arbeitete immer nach selbsterstellten Entwürfen, Skizzen und Rissen. Diese führte er im Spantenbau oder mit Holzblöcken aus. Er schuf Deckaufbauten, beizte und färbte das Holz dunkel und fertigte auch Segel und die Betakelung an. In den folgenden Jahrzehnten erstellte er ungefähr 500 historisch genau gefertigte Schiffsmodelle mit einer Rumpflänge von teilweise  bis zu 2,50 Metern. Es handelte sich überwiegend um Schiffe aus dem 15. bis 17. Jahrhundert, also Koggen, ostfriesische Ostindienfahrer, bestückte Flaggschiffe mit 50 Geschützen, nordfriesische Vloytenschiffe, ostfriesische Walfänger, Fischereifahrzeuge, ostfriesische Torfmutten, Konvoischiffe, Rahsegler, Prunkjachten, Karawellen, Briggs, Brigantinen, Pinaßschiffe und Schoner. 
Barth baute nur Schiffe nach, die es tatsächlich auch gegeben hatte. Er erstellte jedes seiner Modelle nur einmal. Seine Werke gingen an Museen in London, Wien, Hannover, New York, München, Hamburg und zahlreiche weitere Städte. Barth versah wahrscheinlich alle seine Werke mit den eingekerbten Initialen „FB“. Daran schloss er eine Nummer an, wobei die „115“ sehr verbreitet ist. Signatur und Ziffern brachte er an der Backbordseite hinten, neben dem unteren Ende des Ruders über dem Totholz an. Bei dem Totholz handelt es sich um eine durchgehende Leiste aus Holz, die unter jedem Schiffsmodell zu finden ist. Bei den Luftangriffen auf Emden gingen 1944 alle Unterlagen und seine Werkstatt verloren.
Barth interessierte sich besonders für Ostfriesland und publizierte zur Region. Er gehörte der Gesellschaft für bildende Kunst und vaterländische Altertümer zu Emden an, wurde deren Ehrenmitglied und hielt dort Vorträge. Er war zudem Mitglied der Naturforschenden Gesellschaft zu Emden.
Barth war seit 1895 mit seiner Cousine Helene Symens (* 14. Juli 1866) verheiratet, die 1941 starb.